# Travelogue
Travelogue — другий студійний альбом британського синті-поп-гурту The Human League, виданий у травні 1980 року лейблом Virgin Records.

## Про альбом
Це був перший реліз гурту в США та останній для Мартіна Вера та Яна Крейга Марша, які покинули The Human League і створили новий гурт Heaven 17. Вперше The Human League записали альбом, який відрізнявся від попереднього тим, що він був більш орієнтований на поп-музику, і на думку критиків, на створення цього диска на The Human League вплинули такі колективи, як Kraftwerk та Tangerine Dream.
Travelogue увійшов до чарту Великої Британії в 1980 році, зайняв там 16 місце, пробувши в чарті 9 тижнів. 
Пісні «Being Boiled» і «Only After Dark» були видані синглами, перший з них вже раніше входив до альбому Holiday '80 і Reproduction, а другий є кавер-версією композиції Міка Ронсона.
Virgin Records перевидав альбом в 1988 році, він вийшов на CD з кількома бонус-треками, включаючи трек «I Don't Depend on You», а також «Boys and Girls», написаний Філіпом Окі і Едріаном Райтом, який був виданий після відходу Вера і Маршу в 1981 році. Британська асоціація виробників фонограм привласнила диску золотий статус.

## Список композицій
| #   | Назва                    | Автор                | Тривалість |
| --- | ------------------------ | -------------------- | ---------- |
| 1.  | «The Black Hit of Space» | Вер, Марш            | 4:11       |
| 2.  | «Only After Dark»        | Річардсон, Ронсон    | 3:51       |
| 3.  | «Life Kills»             | Вер, Марш, Окі, Райт | 3:08       |
| 4.  | «Dreams of Leaving»      | Вер, Марш, Окі, Райт | 5:52       |
| 5.  | «Toyota City»            | Вер, Марш, Окі, Райт | 3:21       |
| 6.  | «Crow and Baby»          | Вер, Марш, Окі, Райт | 3:43       |
| 7.  | «The Touchables»         | Вер, Марш, Окі, Райт | 3:21       |
| 8.  | «Gordons Gin»            | Вейн                 | 2:59       |
| 9.  | «Being Boiled»           | Марш, Окі, Вер       | 4:22       |
| 10. | «WXJL Tonight»           | Вер, Марш, Окі, Райт | 4:46       |

Бонус-треки перевидання 1988 року
| #  | Назва                        | Автор                                           | Тривалість |
| -- | ---------------------------- | ----------------------------------------------- | ---------- |
| 1. | «Marianne»                   | Марш, Окі, Вер                                  | 3:17       |
| 2. | «Dancevision»                | Марш, Вер                                       | 2:22       |
| 3. | «Rock'n'Roll/Night Clubbing» | Гарі Гліттер, Майк Ліндер, Девід Боуї, Іґґі Поп | 6:23       |
| 4. | «Tom Baker»                  | Окі, Райт                                       | 4:01       |
| 5. | «Boys and Girls»             | Окі, Райт                                       | 3:14       |
| 6. | «I Don't Depend on You»      | Марш, Окі, Вер                                  | 4:36       |
| 7. | «Cruel»                      | Марш, Окі, Вер                                  | 4:45       |

## Учасники запису
- Ян Крейг Марш — синтезатор, вокал, інженер
- Філіп Окі — клавішні, синтезатор, вокал
- Мартін Вер — синтезатор, вокал, інженер
- Філіп Едріан Райт — клавишні, синтезатор
- Джон Лекі — інженер, продюсер
- Річард Мейнверінг — продюсер